# Ian Kelly
Pour les articles homonymes, voir Ian Kelly (auteur-compositeur-interprète) et Kelly.
Ian Kelly (né le 16 janvier 1966  à Cambridge, en Angleterre) est un acteur et écrivain britannique, auteur de  biographies.

## Filmographie partielle

### Cinéma
- 1997 : Le Temps d'aimer de Richard Attenborough
- 2002 : Voïna d'Alekseï Balabanov
- 2010 : Harry Potter et les Reliques de la Mort de David Yates
- 2010 : Création de Jon Amiel
- 2021 : The King's Man : Première mission (The King's Man) de Matthew Vaughn : Woodrow Wilson

### Télévision
- 1995 : Just William (série télévisée)
- 1996 : Cold Lazarus (série télévisée)
- 1996 : Esprits rebelles (série télévisée)
- 1996 : Les Enquêtes d'Hetty (série télévisée)
- 1997 : "Underworld (série télévisée)
- 1998 : Drop the Dead Donkey (série télévisée)
- 2004 : Affaires non classées (série télévisée)
- 2005 : Sensitive Skin (série télévisée)
- 2006 : Beau Brummell: This Charming Man (téléfilm)
- 2006 : Time Trumpet (série télévisée)
- 2010 : Downton Abbey (série télévisée)

## Publications
- Ian Kelly, Cooking for Kings: The Life of the First Celebrity Chef, 2003,  (ISBN 978-1904095200)
- Ian Kelly, Beau Brummell: The Ultimate Dandy, 2005,  (ISBN 978-0340836989)
- Ian Kelly, Casanova: Actor Lover Priest Spy, 2008,  (ISBN 978-0340922149)